# Добржиш
Добржиш (чеш. Dobříš), Доберших (нем. Doberschich) — город в районе Пршибрам Среднечешского края Чехии. Муниципалитет с расширенными полномочиями и второй по величине город района Пршибрам.
Находится в 40 км южнее Праги.

## История
Впервые упоминается в 1252 году, как населëнный пункт на Золотом торговом пути, когда король Вацлав I Богемский подписал договор с цистерцианским аббатством в Пласи. Городские привилегии получил при внуке короля Вацлаве IV. В 1421 году во время гуситских войн был опустошëн.
После Королевства Богемия город перешëл под власть Габсбургской монархии. Городские права Добржиша в 1543 были подтверждены императором Фердинандом I, позже в 1569 году его сыном и преемником Максимилианом II.
В XIX веке город стал центром по производству перчаток. После Второй мировой войны завод по изготовлению перчаток продолжил свою работу. В центре города недалеко от главной дороги в Прагу, до сих пор находится завод компании Bobcat.
Рядом с городом есть пруд, где впервые в Европе стали разводить ондатр.

## Достопримечательности
- Замок 1745—1765 годов.

## Население
| Год  | Численность | Численность |
| ---- | ----------- | ----------- |
| 1869 | 2960        | [ 5 ]       |
| 1880 | 3247        | [ 5 ]       |
| 1890 | 3512        | [ 5 ]       |
| 1900 | 3594        | [ 5 ]       |
| 1910 | 3665        | [ 5 ]       |
| 1921 | 3347        | [ 5 ]       |
| 1930 | 3622        | [ 5 ]       |
| 1950 | 4070        | [ 5 ]       |
| 1961 | 4778        | [ 5 ]       |
| 1970 | 6401        | [ 5 ]       |
| 1980 | 7466        | [ 5 ]       |
| 1991 | 7848        | [ 5 ]       |
| 2001 | 7825        | [ 5 ]       |
| 2014 | 8808        | [ 6 ]       |
| 2016 | 8952        | [ 7 ]       |
| 2017 | 8995        | [ 8 ]       |
| 2018 | 9013        | [ 9 ]       |
| 2019 | 8983        | [ 10 ]      |
| 2020 | 8960        | [ 11 ]      |
| 2021 | 8828        | [ 12 ]      |
| 2022 | 8707        | [ 13 ]      |
| 2023 | 8831        | [ 14 ]      |
| 2024 | 8867        | [ 3 ]       |

## Города-побратимы
- Гелдроп-Мирло[вд], Нидерланды
- Тоннер, Франция

## Галерея
- Общий вид города
- Общий вид города
- Замок в Добржише
- Ратуша